# Bill Dixon
Bill Dixon (Nantucket, 5 ottobre 1925 – North Bennington, 16 giugno 2010) è stato un musicista, compositore e educatore statunitense.
Dixon è stato uno dei precursori del movimento free jazz. Ha suonato tromba, flicorno e piano, utilizzando spesso effetti elettronici come il delay e il riverbero, per il suono della tromba.

## Discografia

### Soul Note
- 1980: Bill Dixon in Italy volumes 1 & 2 con Alan Silva, Freddie Waits
- 1981: November 1981 con Silva, Laurence Cook, Mario Pavone
- 1985: Thoughts con Peter Kowald
- 1988: Son of Sisyphus
- 1994: Vade Mecum volumes 1 & 2
- 1999: Papyrus volumes 1 & 2

### Altre etichette
- 1962: Archie Shepp - Bill Dixon Quartet (Savoy Records)
- 1964: Bill Dixon 7-tette/Archie Shepp and the New York Contemporary 5 (Savoy)
- 1967: Intents and Purposes (RCA)
- 1981: Considerations 1 & 2 (Fore)
- 1984: Collection (Cadence)
- 1999: Berlin Abbozzi Free Music Production) con Matthias Bauer, Klaus Koch, Tony Oxley
- 2001: Odyssey (Archive Editions)
- 2007: 17 Musicians in Search of a Sound (Aum Fidelity)
- 2008: Bill Dixon with Exploding Star Orchestra (Thrill Jockey)
- 2009: Tapestries for Small Orchestra (Firehouse 12)
- 2011: Envoi (Victo)